# Hancockia californica
Hancockia californica is een slakkensoort uit de familie van de Hancockiidae. De wetenschappelijke naam van de soort is voor het eerst geldig gepubliceerd in 1923 door MacFarland.